# 宮川博人
宮川 博人（みやがわ ひろひと、1949年 - ）は、日本の空手家・農業者（わさび）。世界新実戦空手道機構宮川道場館長。山梨県笛吹市在住。

## 人物
高校から空手を学ぶ。寸止め出身。自宅裏に8畳程度の「宮川道場」を開き、空手指導を行う。実践空手道場八段の達人である。
空手以外にキックボクシングも習得し実践する。

## 道場
山梨県に5つ道場がある。イランやアフガニスタン、パキスタンの発展途上国など、世界に13カ国に宮川道場の支部がある。
新実践空手道の国際大会を開催しており、各大会で教え子選手は大会結果を現している。

## 弟子
日本国から世界にいるのであるが、特にイランには弟子が多く、1万人超いると言う。イラン元大統領ラフサンジャニと空手普及の功績をたたえ、謝意を示した。世界には3万人以上の弟子がいる。

## 熊撃退（ツキノワグマ）
2017年7月31日午後5時ごろ、わさび田農作業中に異様な違和感を覚えて振り返ると、熊が仁王立ちになっていた。熊の振り下ろした前足を十字受けで受け止め、熊の腹に左前蹴りをし、連続で左右正拳突き。とどめの一撃として膝蹴りを食らわせると瞬時に熊は弱り、打撃により一回転した後、逃げて撃退する。「日頃の稽古のたまもの」だと言う。

## TV・新聞
- 空手の達人、クマを撃退 | UTYテレビ山梨
- 空手家がクマに遭遇 蹴りと突きで撃退！｜日テレNEWS24
- 68歳の空手家がクマを撃退 | NNNニュース
- ヒグマ・ツキノワグマ・スッキリ！！　2017年8月2日（水）08:00〜10:25　日本テレビ
- FULLNEWNETWARK 68歳空手家がクマと死闘 - FNN
- 空手家、ラフサンジャニ師と対話　2009年7月3日 読売新聞
- 空手の達人、クマを撃退 テレビ山梨
- TBSテレビ『水曜日のダウンタウン』「クマ倒したジジイ-1GP」（2019年1月30日） - 準優勝[2]